# Saison 1932-1933 des Canadiens de Montréal
Autres saisons
Saison précédente Saison suivante
La saison 1932-1933 de hockey sur glace est la 24e saison que jouent les Canadiens de Montréal. Ils évoluent alors dans la Ligue nationale de hockey et finissent à la 3e place au classement de la Division Canadienne.

## Saison régulière

### Classement

#### Division Canadienne
|                        | PJ | V  | D  | N  | BP  | BC  | Pts |
| ---------------------- | -- | -- | -- | -- | --- | --- | --- |
| Maple Leafs de Toronto | 48 | 24 | 18 | 6  | 119 | 111 | 54  |
| Maroons de Montréal    | 48 | 22 | 20 | 6  | 135 | 119 | 50  |
| Canadiens de Montréal  | 48 | 18 | 25 | 5  | 92  | 115 | 41  |
| Americans de New York  | 48 | 15 | 22 | 11 | 91  | 118 | 41  |
| Sénateurs d'Ottawa     | 48 | 11 | 27 | 10 | 88  | 131 | 32  |

#### Division Américaine
|                       | PJ | V  | D  | N  | BP  | BC  | Pts |
| --------------------- | -- | -- | -- | -- | --- | --- | --- |
| Bruins de Boston      | 48 | 25 | 15 | 8  | 124 | 88  | 58  |
| Red Wings de Détroit  | 48 | 25 | 15 | 8  | 111 | 93  | 58  |
| Rangers de New York   | 48 | 23 | 17 | 8  | 135 | 107 | 54  |
| Blackhawks de Chicago | 48 | 16 | 20 | 12 | 88  | 101 | 44  |

## Match après match

### Novembre
| No | Date        | Visiteur              | Score | Domicile               | Fiche |
| -- | ----------- | --------------------- | ----- | ---------------------- | ----- |
| 1  | 12 novembre | Bruins de Boston      | 4-0   | Les Canadiens          | 0-1-0 |
| 2  | 17 novembre | Red Wings de Détroit  | 0-1   | Les Canadiens          | 1-1-0 |
| 3  | 20 novembre | Les Canadiens         | 1-2   | Blackhawks de Chicago  | 1-2-0 |
| 4  | 22 novembre | Les Canadiens         | 2-4   | Red Wings de Détroit   | 1-3-0 |
| 5  | 24 novembre | Les Canadiens         | 0-2   | Maple Leafs de Toronto | 1-4-0 |
| 6  | 26 novembre | Blackhawks de Chicago | 1-2   | Les Canadiens          | 2-4-0 |

### Décembre
| No | Date         | Visiteur               | Score | Domicile              | Fiche  |
| -- | ------------ | ---------------------- | ----- | --------------------- | ------ |
| 7  | 1er décembre | Maroons de Montréal    | 5-4   | Les Canadiens         | 2-5-0  |
| 8  | 4 décembre   | Les Canadiens          | 2-4   | Americans de New York | 2-6-0  |
| 9  | 6 décembre   | Les Canadiens          | 3-5   | Rangers de New York   | 2-7-0  |
| 10 | 8 décembre   | Les Canadiens          | 0-2   | Sénateurs d'Ottawa    | 2-8-0  |
| 11 | 10 décembre  | Sénateurs d'Ottawa     | 2-3   | Les Canadiens         | 3-8-0  |
| 12 | 13 décembre  | Rangers de New York    | 1-1   | Les Canadiens         | 3-8-1  |
| 13 | 17 décembre  | Les Canadiens          | 3-1   | Maroons de Montréal   | 4-8-1  |
| 14 | 20 décembre  | Maple Leafs de Toronto | 2-1   | Les Canadiens         | 4-9-1  |
| 15 | 24 décembre  | Americans de New York  | 0-4   | Les Canadiens         | 5-9-1  |
| 16 | 27 décembre  | Les Canadiens          | 2-0   | Bruins de Boston      | 5-10-1 |
| 17 | 29 décembre  | Red Wings de Détroit   | 3-3   | Les Canadiens         | 5-10-2 |

### Janvier
| No | Date        | Visiteur              | Score | Domicile               | Fiche  |
| -- | ----------- | --------------------- | ----- | ---------------------- | ------ |
| 18 | 1er janvier | Les Canadiens         | 1-4   | Blackhawks de Chicago  | 5-11-2 |
| 19 | 5 janvier   | Les Canadiens         | 1-6   | Red Wings de Détroit   | 5-12-2 |
| 20 | 7 janvier   | Sénateurs d'Ottawa    | 0-1   | Les Canadiens          | 6-12-2 |
| 21 | 12 janvier  | Blackhawks de Chicago | 2-4   | Les Canadiens          | 7-12-2 |
| 22 | 17 janvier  | Les Canadiens         | 2-3   | Sénateurs d'Ottawa     | 7-13-2 |
| 23 | 19 janvier  | Les Canadiens         | 1-2   | Rangers de New York    | 7-14-2 |
| 24 | 21 janvier  | Bruins de Boston      | 2-5   | Les Canadiens          | 8-14-2 |
| 25 | 24 janvier  | Les Canadiens         | 2-3   | Bruins de Boston       | 8-15-2 |
| 26 | 26 janvier  | Americans de New York | 1-1   | Les Canadiens          | 8-15-2 |
| 27 | 28 janvier  | Les Canadiens         | 2-4   | Maple Leafs de Toronto | 8-16-3 |
| 28 | 31 janvier  | Sénateurs d'Ottawa    | 1-3   | Les Canadiens          | 9-16-3 |

### Février
| No | Date       | Visiteur               | Score | Domicile               | Fiche   |
| -- | ---------- | ---------------------- | ----- | ---------------------- | ------- |
| 29 | 2 février  | Les Canadiens          | 0-5   | Americans de New York  | 9-17-3  |
| 30 | 4 février  | Maroons de Montréal    | 7-2   | Les Canadiens          | 9-18-3  |
| 31 | 7 février  | Maple Leafs de Toronto | 0-2   | Les Canadiens          | 10-18-3 |
| 32 | 12 février | Les Canadiens          | 0-2   | Blackhawks de Chicago  | 10-19-3 |
| 33 | 14 février | Ed Wings de Détroit    | 2-6   | Les Canadiens          | 11-19-3 |
| 34 | 16 février | Les Canadiens          | 6-0   | Sénateurs d'Ottawa     | 12-19-3 |
| 35 | 18 février | Rangers de New York    | 3-1   | Les Canadiens          | 12-20-3 |
| 36 | 21 février | Les Canadiens          | 0-10  | Bruins de Boston       | 12-21-3 |
| 37 | 23 février | Blackhawks de Chicago  | 0-2   | Les Canadiens          | 13-21-3 |
| 38 | 25 février | Les Canadiens          | 2-2   | Maroons de Montréal    | 13-21-4 |
| 39 | 28 février | Les Canadiens          | 2-1   | Maple Leafs de Toronto | 14-21-4 |

### Mars
| No | Date    | Visiteur               | Score | Domicile              | Fiche   |
| -- | ------- | ---------------------- | ----- | --------------------- | ------- |
| 40 | 2 mars  | Maple Leafs de Toronto | 3-4   | Les Canadiens         | 15-21-4 |
| 41 | 4 mars  | Americans de New York  | 0-2   | Les Canadiens         | 16-21-4 |
| 42 | 7 mars  | Les Canadiens          | 1-2   | Americans de New York | 16-22-4 |
| 43 | 9 mars  | Maroons de Montréal    | 1-3   | Les Canadiens         | 17-22-4 |
| 44 | 12 mars | Les Canadiens          | 1-3   | Red Wings de Détroit  | 17-23-4 |
| 45 | 14 mars | Les Canadiens          | 1-2   | Maroons de Montréal   | 17-24-4 |
| 46 | 16 mars | Rangers de New York    | 1-2   | Les Canadiens         | 18-24-4 |
| 47 | 18 mars | Bruins de Boston       | 0-0   | Les Canadiens         | 18-24-5 |
| 48 | 23 mars | Les Canadiens          | 2-4   | Rangers de New York   | 18-25-5 |

## Effectif

### Gardien de but
- George Hainsworth (capitaine)

### Défenseur
- Sylvio Mantha
- Harold Starr
- Marty Burke
- Léo Bourgeault
- Gerry Carson
- Albert Leduc
- Dunc Munro
- Georges Mantha
- Art Lesieur

### Attaquants
- Aurèle Joliat
- Armand Mondou
- Gizzy Hart
- Léo Murray
- Léo Gaudreault
- Hago Harrington
- Howie Morenz
- Alfred Lépine
- Wildor Larochelle
- Johnny Gagnon
- Léonard Grosvenor
- Art Giroux
- Walter McCartney

### Directeur Général
- Léo Dandurand

### Entraîneur
- Newsy Lalonde